# 小倉角一

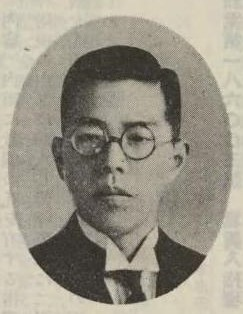
小倉角一

小倉 角一（1890年 - ?）は、日本の発明家。
愛媛県出身。1918年（大正7年）に鏡商を開店し、工場を大阪市住吉区平野西脇町に建設して小倉鏡工業所と称した。
従来の鏡台の支柱が不便で不体裁だったのを遺憾として、独自の鏡台を考案した。

## 実用新案
- 129317号 バネ足、ベビー鏡臺
- 164202号 バネ足、ベビー鏡臺